# Клер Тейлор (тенісистка)
Клер Тейлор (англ. Claire Taylor; нар. 1 січня 1975, Банбері (Оксфордшир), Англія, Велика Британія) — колишня британська тенісистка.
Найвищу одиночну позицію світового рейтингу — 183 місце досягла 24 червня 1997, парну — 184 місце — 23 грудня 1996 року.
Здобула 2 одиночні та 3 парні титули.
Найвищим досягненням на турнірах Великого шолома було 2 коло в одиночному розряді.

## Фінали ITF

### Одиночний розряд: 6 (2–4)
| Результат | Ранг | Дата           | Турнір                            | Покриття | Суперниця         | Рахунок            |
| --------- | ---- | -------------- | --------------------------------- | -------- | ----------------- | ------------------ |
| Перемога  | 1.   | 31 січня 1994  | Телфорд (Англія), Велика Британія | Тверде   | Катерина Рубанова | 6–3, 6–0           |
| Поразка   | 1.   | 9 травня 1994  | Брекнелл, Велика Британія         | Тверде   | Нанні де Вільєрс  | 2–6, 2–6           |
| Поразка   | 2.   | 31 липня 1995  | Ілклі, Велика Британія            | Трава    | Кейт Ворн-Голланд | 6–4, 4–6, 6–7(6–8) |
| Поразка   | 3.   | 10 жовтня 1995 | Телфорд (Англія), Велика Британія | Тверде   | Аманда Гопманс    | 4–6, 3–6           |
| Перемога  | 2.   | 15 січня 1996  | Зе-Вудлендс (Техас), США          | Тверде   | Гіла Розен        | 6–3, 7–6(7–5)      |
| Поразка   | 4.   | 10 лютого 1997 | Бірмінгем, Велика Британія        | Тверде   | Ширлі-Енн Сіддалл | 4–6, 4–6           |

### Парний розряд: 7 (3–4)
| Результат | Ранг | Дата            | Турнір                           | Покриття | Партнерка         | Суперниці                            | Рахунок       |
| --------- | ---- | --------------- | -------------------------------- | -------- | ----------------- | ------------------------------------ | ------------- |
| Поразка   | 1.   | 3 травня 1993   | Брекнелл, Велика Британія        | Тверде   | Лорна Вудрофф     | Наталія Єгорова Світлана Пархоменко  | 6–7, 1–6      |
| Перемога  | 1.   | 4 квітня 1994   | Хараре, Зімбабве                 | Тверде   | Кейт Ворн-Голланд | Мішел Мейр Карен ван дер Мерве       | 6–4, 3–6, 6–3 |
| Поразка   | 2.   | Тра 1995        | Единбург, Велика Британія        | Ґрунт    | Кає Генд          | Карен Кросс Ліззі Джелфс             | 6–3, 3–6, 0–6 |
| Поразка   | 3.   | Тра 1995        | Лі-он-зе-Солент, Велика Британія | Ґрунт    | Кає Генд          | Робін Модслі Наталія Єгорова         | 6–7(0–7), 2–6 |
| Поразка   | 4.   | 31 березня 1996 | Кан (Кальвадос), Франція         | Ґрунт    | Аманда Вейнрайт   | Анніка Ліндстедт Анна-Карін Свенссон | 4–6, 6–7      |
| Перемога  | 2.   | 15 квітня 1996  | Елваш, Португалія                | Тверде   | Тесса Прайс       | Ганна-Катрі Аалто Кірсі Лампінен     | 6–2, 6–3      |
| Перемога  | 3.   | 29 квітня 1996  | Гімарайнш, Португалія            | Тверде   | Крістіна Тріска   | Jennifer Poulos Джоді Їнь            | 7–5, 6–3      |